# Ibrahim Kargbo Jr.
Ibrahim Kargbo Jr. (Freetown, 3 gennaio 2000) è un calciatore belga, attaccante dello Jedinstvo Ub.

## Biografia
Nato a Freetown, in Sierra Leone, a 8 anni si è trasferito in Belgio con suo padre Ibrahim Kargbo anch'egli calciatore.

## Caratteristiche tecniche
È un esterno d'attacco.

## Carriera

### Club
Cresciuto nel settore giovanile del Crystal Palace, esordisce in campionati professionistici in Belgio. Nel 2020 si trasferisce in Ucraina, acquistato dalla Dinamo Kiev.

### Nazionale
Ha giocato nelle nazionali giovanili belghe Under-18 e Under-19.